# 市川好郎
市川 好郎（いちかわ よしろう、1948年1月20日 - 1993年6月25日）は、日本の俳優、歌手。別名義及び本名は、市川 好朗。
東京都出身。日本大学芸術学部演劇科中退。アイジョージプロに所属していた。

## 来歴・人物
劇団ひまわり出身の名子役として、1962年映画『キューポラのある街』、1963年『煙の王様』などに出演。テレビドラマでは『現代っ子』シリーズなどに出演した。
成人後は、1977年『日本の首領 野望篇』など東映の実録路線作品に出演。以降は刑事ドラマや時代劇のチンピラや凶悪犯などの悪役で出演した。
1993年6月25日、クモ膜下出血のため死去。45歳没。

## 出演

### 映画

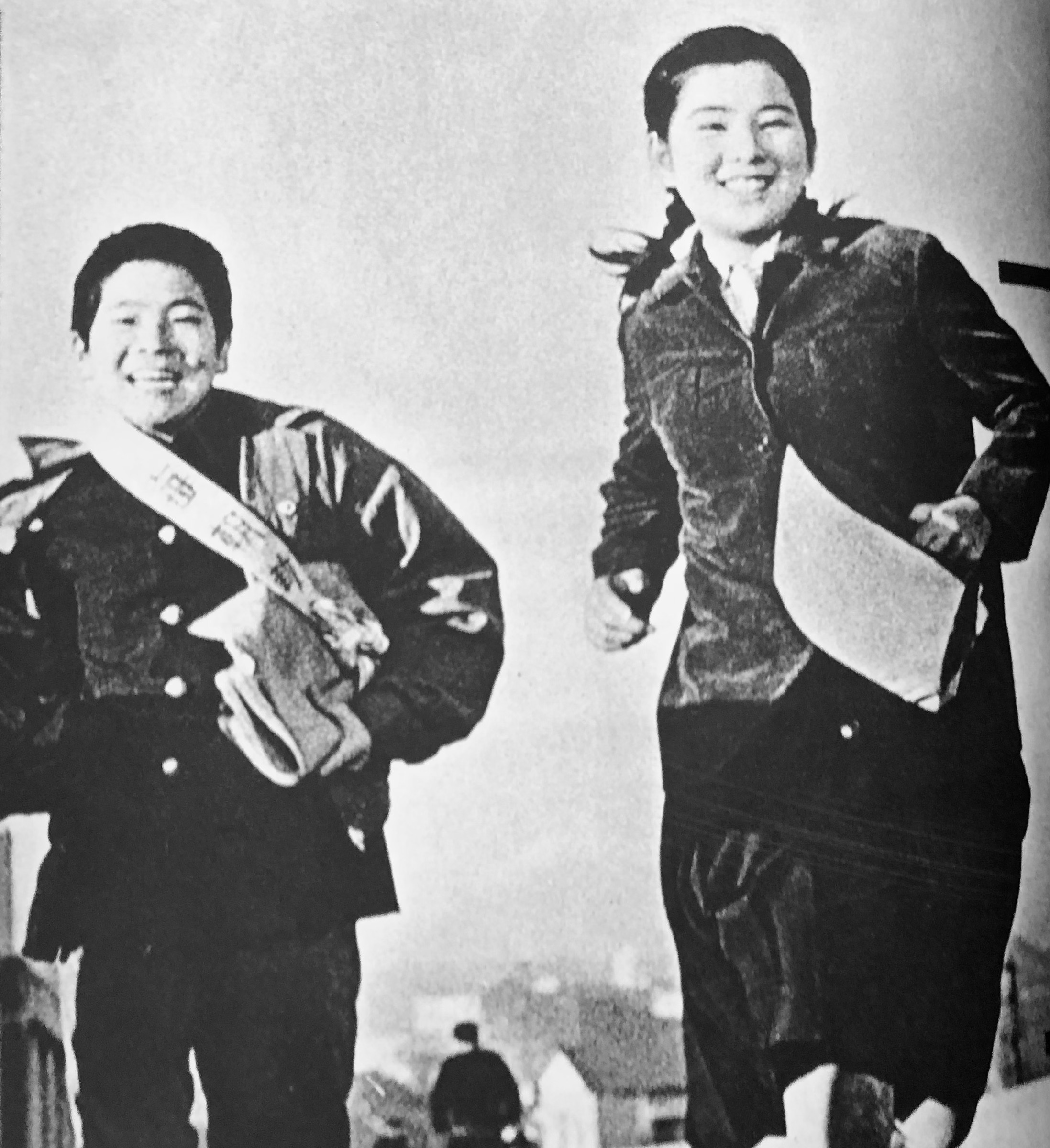
『キューポラのある街』（1962年）

- 一本杉はなにを見た（1961年、日活） - 佐藤芳造
- キューポラのある街（1962年、日活） - タカユキ
- 目をつぶって突走れ（1962年、日活） - 高橋
- 若いふたり（1962年、日活） - 幸次
- いつでも夢を（1963年、日活） - 木村和平
- 七人の刑事（1963年、松竹） - 信一
- 二人だけの砦（1963年、松竹） - 少年
- 若い樹々（1963年、大映） - 立花克平
- 煙の王様（1963年、日活） - 百々山三明
- 現代っ子（1963年、日活） - 市村好夫
- 銀座の次郎長　天下の一大事（1963年、日活） - 渋川良夫
- 学園広場（1963年、日活） - 早川
- 美しい十代（1964年、日活） -  三島保
- 若い港（1964年、日活）  -  黒津
- 拳銃野郎（1965年、日活）  -  川瀬
- おゝい、雲!（1965年、東映） - 友竹泰助
- 私、違っているかしら（1966年、日活） - ゴロ
- シンガポールの夜は更けて（1967年、松竹） - 浅井ヨシオ
- 爽春（1967年、東映） - タケシ
- 網走番外地　悪への挑戦（1967年、東映） - 新坊
- 血斗（1967年、日活） - 山岡勘吉
- 河内遊侠伝（1967年、東映） - 俊一
- 爽春（1968年、松竹） - 木川竜男
- 解散式（1968年、東映） - タケシ
- 陸軍諜報33（1968年、東映） - 冴村
- 新宿酔いどれ番地　人斬り鉄（1977年、東映）  -  西部通彦
- トラック野郎シリーズ（東映）
  - トラック野郎・度胸一番星（1977年）  - 筑豊
  - トラック野郎・男一匹桃次郎（1977年）  - パトカーの警官
- 日本の首領シリーズ（東映） 
  - 日本の首領 野望篇　（1977年） - 堪木直也
  - 日本の首領 完結篇　（1978年） - 東条進吉
- 犬笛（1978年、東宝） - 警官
- 沖縄10年戦争（1978年、東映）  -  亀谷吉信
- 野性の証明（1978年、角川映画） - 白木
- 総長の首（1979年、東映） - 坂井茂男
- 真田幸村の謀略（1979年、東映） - 重助
- 太陽を盗んだ男（1979年、東宝 / キティ・フィルム） - 里見刑事
- 二百三高地（1980年、東映） - 志水実
- さらば、わが友 実録大物死刑囚たち（1980年、東映） - 野田
- 青春の門（1981年、東映） - 趙隆夫
- モア・セクシー　獣のようにもう一度（1981年、にっかつ） - 境
- アゲインスト　むかい風（1981年、綜芸） - トラックの運転手
- 誘拐報道 (1982年、東映 / NTV）
- 人生劇場（1983年、東映） - 熊吉
- 序の舞（1984年、東映） - 高浜の漁師
- 修羅の群れ（1984年、東映） -　朱
- 瀬降り物語（1984年、東映） -　今助
- 夢千代日記（1985年、東映） - 運転手
- 玄海つれづれ節 (1986年、東映） - 長谷川
- 極道の妻たち シリーズ（東映） 
  - 極道の妻たちII（1987年） - 向井繁之
  - 新極道の妻たち（1991年） - 藤波組組員 砂岡亮一
- 姐御（1988年、東映） - 田崎
- 激動の1750日（1990年、東映） - 久保田吉春（八矢会久保田組組長）
- 極道戦争 武闘派（1991年、東映）

### テレビドラマ
- 宮本武蔵（1961年、CX）
- 夫の居ぬ間 第3回「潮騒の町」（1962年、CX）
- 東芝日曜劇場 / 煙の王様（1962年、TBS） - 百々山三明
- 矢尾板物語（1963年、CX）
- 現代っ子（1963年 - 1964年、NTV） - 次男・好夫
- コメディ・フランキーズ 第17話「知能犯鼠小僧」（1963年、TBS）
- われは草なり緑なり（1964年、NTV）
- 水戸黄門 第15話「紀州の仇討」（1965年、TBS / 東伸テレビ映画）
- アジアの曙（1964年 - 1965年、TBS / 創造社、国際放映）
- チコといっしょに（1965年、NTV） - 原田
- ザ・ガードマン（1965年、大映テレビ室 / TBS）
  - 第9話「情事の終り」
  - 第27話「不敵な逃亡者」
- 日産スター劇場（NTV）
  - 今晩わドロボーです（1965年）
  - おらがの市長さん（1965年）
  - 俺は三男坊（1966年）
  - そよ風とあいつ（1967年）
- 鉄道公安36号（1965年、NET / 東映）
  - 第115話「青函連絡船」
  - 第128話「瀬戸内海の女」
- 七人の刑事 第2シリーズ 第210話「城西署22時」（1965年、TBS）
- NHK劇場 愛のシリーズ / 新しい背広（1966年、NHK）
- 太陽の丘（1966年、NHK）
- 嵐のなかでさよなら 第1話、第3話（1966年、NET）
- 青春とはなんだ 第27話「逃げた連休」（1966年、TBS）
- とし子さん（1966年、TBS / 国際放映）- 井上
- 銭形平次（CX / 東映）
  - 第9話「兄弟ふたり」（1966年） - 春吉
  - 第776話「花火殺人事件」（1981年） - 長次
- 俺は用心棒 第1話「天を斬る」（1967年、NET / 東映)
- 渥美清の泣いてたまるか 第50話「先生海で溺れる」（1967年、TBS / 国際放映）
- 三匹の侍 第5シリーズ 第14話「空っ風野郎」（1968年、CX）
- 刑事さん 第2シリーズ 第9話「タレこみ」（1968年、NET）
- われら弁護士 第14話「狙われた男」（1968年、NTV）
- 伝七捕物帳 第4話「親不孝だよ」（1968年、ABC）
- 色はにおえど 第1話、第2話「猫また小路」（1968年、TBS）
- 夜のグランド劇場 / 恋しかるらん（1968年、NTV）
- 火曜劇場 / 番茶も出花（1968年、KTV）
- ひげとたんぽぽ（1969年、NTV / 松竹）
- 五番目の刑事 第5話「焼身の街」（1969年、NET / 東映） - 五郎
- 大江戸捜査網（12ch / 三船プロ）
  - 第205話「情無用の大盗賊 」（1975年）
  - 第300話「女義賊復讐に燃える!」（1977年） - 三平
  - 第489話「おんな湯殺人事件」（1981年） - 半次
- 白い地平線（1975年、TBS / 松竹） - 佐伯
- 特別機動捜査隊 第713話「涙の渡り鳥」（1975年、NET / 東映） - 岡崎辰夫
- 夜明けの刑事 第40話「恐怖の連続ピストル魔を追え!」（1975年、TBS / 大映テレビ）
- 太陽にほえろ!（NTV / 東宝）
  - 第164話「バラの好きな君へ」（1975年） - 平岡
  - 第430話「東京大追跡」（1980年） - トラック運転手
  - 第456話「ボス、俺が行きます!」（1981年） - 小島
  - 第487話「ケガの功名」（1981年） - 大島
  - 第576話「刑事・山さん」（1983年） - 松川守
  - 太陽にほえろ!PART2 第8話 「ビッグ・ショット」（1987年） - 赤沼
- マグニチュード8.5!! 東京大地震（1975年、NTV）
- 破れ傘刀舟悪人狩り 第71話「富くじ殺し札」（1976年、NET / 三船プロ） - 長吉
- 青春の門（1976年、MBS）
- 子連れ狼 第三部 第15話「阿部怪異」、 第16話「燎原の火」（1976年、NTV / ユニオン映画） - 太助
- 破れ奉行 第14話「河童のわび証文」（1977年、ANB / 中村プロ） - 山室兵太郎
- Gメン'75（TBS / 東映）
  - 第137話「'78 新春大脱獄!」（1978年） - 三谷仙一
  - 第158話「警官だけを殺せ!」、第159話「刑事が銃殺されるとき」（1978年） - 佐伯キクオ
  - 第193話「網走刑務所 吹雪の大脱走」、第194話「銀嶺を行く網走脱獄囚」（1979年） - 脱獄囚（通称クラクション）
  - 第218話「梟の森 みな殺しの夜」（1979年） - 荒木カネオ
  - 第276話「夜囁く女の骸骨」（1980年） - 沼田弘
  - 第321話「キャンピングカーに乗った鬼婆」、第322話「キャンピングカーに乗った鬼婆 PART2」（1981年） - 猿田
- 江戸の鷹 御用部屋犯科帖 第5話「行方不明! 謎の60人」（1978年、ANB）
- 大都会 PARTIII 第14話「刑事が消えた」（1979年、NTV / 石原プロ）
- 伝七捕物帳 第11話「姉弟しぐれ」（1979年、ANB）
- 新・座頭市 第3シリーズ 第13話「鬼が笑う百両みやげ」（1979年、CX / 勝プロ）
- 水戸黄門（TBS / C.A.L）
  - 第10部 第10話「婿入り八丁味噌 -岡崎-」（1979年） - 太一郎 ※市川好朗名義
  - 第13部 ※市川好朗名義
    - 第11話「悪を縛った伊賀の組紐 -伊賀上野-」（1982年） - 喜十
    - 第19話「萩焼き頑固くらべ -萩-」（1983年） - 仙三

  - 第14部 第7話「無法裁いた孤独の十手 -花巻-」（1983年） - 政吉 ※市川好朗名義
  - 第15部 第15話「願い叶えた鯉のぼり -大竹-」（1985年） - 松吉 ※市川好朗名義
- 江戸の激斗 第20話「傷だらけの二人」（1979年、CX / 東宝）
- 翔んでますえ（1979年、YTV）
- そば屋梅吉捕物帳 第17話「涙で濡らす雪牡丹」（1980年、12ch） - 酒井
- 西部警察シリーズ（ANB / 石原プロ）
  - 西部警察
    - 第31話「新人・リューが翔んだ!!」（1980年） - 石黒徹
    - 第82話「ろくでなしの詩」（1981年） - 立花吾郎

  - 西部警察 PART-II 第36話 「八丈島から来た刑事」（1983年） - 沼尻恒夫（元山根組幹部）
  - 西部警察 PART-III
    - 第16話「大門軍団フォーメーション」（1983年） - 小川みつる（通称・皇帝）
    - 第44話「幻の銀バッジ」（1984年） - 岩見
- 新五捕物帳（NTV / ユニオン映画）
  - 第108話「野良犬ちび」（1980年）
  - 第178話「夫婦さんげ」（1982年）
- 爆走! ドーベルマン刑事 第16話「黒バイ刑事の友情!」（1980年、ANB / 東映）
- 警視-K 第2話「コルトガバメント M1911」（1980年、NTV / 勝プロ）- 釜山組の釜山会長
- 柳生あばれ旅 第13話「殴り込み! 女風呂 -白須賀-」（1981年、ANB / 東映） - ゴン太
- 悪党狩り 第23話「人情 津軽三味線」（1981年、12ch） - 伝吉
- 長七郎天下ご免! 第60話「紅蓮の海に故郷（くに）を見た」（1981年、ANB / 東映） - 軍太
- 走れ!熱血刑事 第21話「潜入! 二日酔い作戦」（1981年、ANB / 勝プロ） - 信成会・幹部組員
- 警視庁殺人課 （1981年、ANB）
  - 第25話「警視庁殺人課 全員殉職!PART1」
  - 第26話「警視庁殺人課 全員殉職!PART2」
- 時代劇スペシャル（CX）
  - 八幡鳩九郎（1981年、勝プロ）
  - 素浪人罷り通る 第3作「血煙りの宿」（1982年、三船プロ）
- 遙かなり、マイ・ラブ（1981年、TBS） - 乗客
- 江戸の用心棒 第25話「男づくしの江戸の華」（1981年、CX / 東宝 / 映像京都）
- お命頂戴! 第8話「喧嘩商売居合斬り」（1981年、12ch / 歌舞伎座テレビ）
- 噂の刑事トミーとマツ 第2シリーズ（1982年、TBS / 大映テレビ）
  - 第2話「トミコ大合唱! ムム、なめんなよ」 - 偽警官
  - 第10話「マツ気絶! 巨大クレーン対ターザントミー」 - 大田
  - 第30話「トミマツ生き埋め! 『トミコ』が出ない!!」 - 山中
- 特捜最前線（ANB / 東映）
  - 第250話「老刑事、赤い風船を追う!」（1982年）
  - 第270話「赤い髪の女!」（1982年）
  - 第389話「さらば、海の老兵!」（1984年）
  - 第453話「不倫!?紅林刑事が愛した女!」（1986年）
- 松平右近事件帳（NTV / ユニオン映画）
  - 松平右近事件帳
    - 第15話「酔いどれ女と藪太郎」（1982年） - 猪吉
    - 第33話「妻恋いしぐれ」（1983年） - 保造

  - 新・松平右近 第6話「白い花散る怨み川」（1983年） - 仙次
- 部長刑事（1982年 - 1983年、ABC） - 捜査四課刑事
- 遠山の金さん（ANB / 東映） 
  - 第11話「鉄火肌! 美しき尼僧」（1982年） - 弥吉
  - 第72話「闇祭り、狙われた花嫁行列!」（1983年） - 市松
  - 第107話「浴槽の死美人・怨みの琴をひく女!」（1984年） - 大蔵
- 土曜グランド劇場 / あんちゃん（1982年 - 1983年、NTV） - 木又圭六
- 眠狂四郎円月殺法 第12話「月光けもの谷暗殺剣 -掛川の巻-」（1983年、TX / 歌舞伎座テレビ） - 蟇六
- 月曜ワイド劇場 / はだしの未亡人（1983年、ANB）
- 長七郎江戸日記（NTV / ユニオン映画）
  - 第1シリーズ
    - 第9話「風流悪人狩り」（1983年） - 銀蔵
    - 第60話「大江戸女番長始末記」（1985年） - 下谷の権六

  - 第3シリーズ 第7話「死神をぶっ飛ばせ!」（1990年） - 円蔵
- 大岡越前（TBS / C.A.L）
  - 第8部 第19話「闇夜に咲いた魔性の女」（1984年） - 権次
  - 第12部 第13話「殺しを見ていた女」 (1992年)　- 紋造
  - 第13部 第17話「舅も認めた婿手柄」（1993年） - 足尾の重五郎
- 暴れん坊将軍（ANB / 東映）
  - 暴れん坊将軍II 第104話「一大事花嫁候補勢揃い!」（1985年） - 与之助
  - 暴れん坊将軍III 第7話「運命（さだめ）のめぐりあい」（1988年） - 佐吉
  - 暴れん坊将軍IV 第40話「いなせ新さん 渡世人修行」（1992年） - 徳治
- 私鉄沿線97分署（1985年、ANB / 国際放映）
  - 第19話「パフォーマンスだ! 手を上げろ!!」
  - 第26話「夢!? ヒロシが飛んで行く!!」
- 影の軍団IV 第11話「龍馬、麟太郎を襲う」（1985年、KTV / 東映） - 目明し
- 山村美紗サスペンス 「死人が夜ピアノを弾く」（1986年、KTV / 東映） - 藤田マネージャー
- 誇りの報酬 第39話「大都会に踊るシンデレラ」（1986年、NTV / 東宝） - 松尾（殺し屋）
- TBS大型時代劇スペシャル / 太閤記（1987年、TBS / 東映）
- 銭形平次（1987年、NTV / ユニオン映画） 
  - 第6話「三軒長屋殺人事件」
  - 第26話「旅立ち」
  - 第37話「宿場町、泣く女」
- 大河ドラマ / 独眼竜政宗（1987年、NHK） - 岩角伊勢
  - 第12話「輝宗無残」
  - 第14話「勝ち名乗り」
- ザ・ハングマン6 第14話「マルサも驚く脱税金強盗団!」（1987年、ABC / 松竹芸能） - 岩清水の部下
- 傑作時代劇 第20話「江戸の青春　熱血侍に究極の妻出現」（1987年、ANB / 東映）
- 名奉行 遠山の金さん（ANB / 東映）
  - 第1シリーズ 第2話「女盗賊の三つの謎」（1988年） - 鮫吉
  - 第2シリーズ 第6話「甘い囁きは女の敵」（1989年） - 蟹助
  - 第4シリーズ 第13話「貞女が毒婦になるとき」（1992年） - 梵天辰五郎
  - 第5シリーズ 第7話「殺し屋を狙う謎の若君」（1993年） - 朝吉
- あきれた刑事 第13話「人質はお嬢様」（1988年、NTV / セントラル・アーツ） - 氷室
- 年末時代劇スペシャル / 五稜郭（1988年、NTV）
- ゴリラ・警視庁捜査第8班（1989年、ANB / 石原プロ）
  - 第6話「クライシス・タワー」
  - 第32話「洞爺湖の女」
- M8.5直下型東京大地震（1990年、NTV）
- 女無宿人 半身のお紺 第1話「想い涸れましょうや」（1991年、TX）
- 火曜ミステリー劇場 / ペテン師軍団10億円パーフェクトゲーム!（1991年、ABC）
- 代表取締役刑事 第29話「愛と追憶の日々」（1991年、ANB / 石原プロ）
- 刑事貴族2 第12話 「危険な二人旅」（1991年、NTV / 東宝）
- 愛しの刑事 第6話「墓前の花!妹を誤殺した銀行強盗」（1992年、ANB / 石原プロ） - 番場つよし
- 土曜ワイド劇場 / 家政婦は見た! 第12作「ふるさと創生資金1億円で色と欲の温泉ブーム 町長一族の乱れた秘密」（1993年、ANB / 大映テレビ）

## 音楽作品
- 兄貴を呼ぶ丘（B面：レモンスカッシュの恋）ローヤルレコード RQ-620  （1966年4月)
- 傷だらけの恋（B面：一人ぼっちの夜）テイチクレコード A-20 ※市川好朗名義
- 淋しくないかい（B面：忘れさせて）テイチクレコード A-27 ※
- 東京なんかにゃ負けないよ（B面：人生の片隅で）テイチクレコード A-43 ※
- 気まぐれはたち（B面：男町小唄）東芝レコード TP-2382 ※